# Olaya Herrera
Olaya Herrera est une municipalité située dans le département de Nariño en Colombie.